# Арчибальд, Роберт
Роберт Майкл Арчибальд (англ. Robert Michael Archibald; 29 марта 1980 года, Пейсли, Шотландия, Великобритания — 23 января 2020 года, Баррингтон, штат Иллинойс, США) — шотландский и британский баскетболист. Был выбран «Мемфис Гриззлис» на драфте НБА 2002 года во втором раунде под общим 32-м номером .

## Карьера
В 1998 году Арчибальд окончил среднюю школу «Лафайетта» в городе Уайлдвуд, штате Миссури вместе с игроком Главной лиги бейсбола Райаном Ховардом. Отец Арчибальда Бобби был игроком клуба «Ливингстон» в Шотландии и несколько раз играл за сборные Шотландии и Великобритании.
После его выбора во втором раунде, «Мемфис Гриззлис» подписали с Арчибальдом двухлетний контракт. После одного сезона с командой, в котором он сыграл всего 12 игр, Арчибальд был обменян с Бревином Найт и Цезарий Трыбанским в Финикс Санз в обмен на Бо Аутло и Яковоса Цакалидиса. 26 декабря 2003 года Арчибальд снова был обменян, на этот раз в «Орландо Мэджик». Через неделю его в третий раз за сезон обменяли на «Торонто Рэпторс» в обмен на Менге Батыр и Ремон ван де Харе. Он сыграл за Рэпторс 30 игр и был единственным шотландцем, играющим в НБА.
Арчибальд сыграл четыре сезона в Евролиге с клубами «Виктория Либертас», «Ховентут» и два сезона с «Малагой». В июле 2011 года он подписал контракт на год с Сарагосой. Завершил спортивную карьеру после летних Олимпийских игр 2012 года, на которых он представлял Великобританию.

## Сборная Великобритании
Арчибальд представлял сборную Шотландии по баскетболу на юношеском уровне. В 2007 году он стал членом национальной сборной Великобритании. За сборную Великобритании провёл 46 игр. Выступал на чемпионатах Европы 2009 и 2011 годов, а также летних Олимпийских играх 2012 года.

## Смерть
Арчибальд умер в возрасте 39 лет, в Баррингтоне, штат Иллинойс. Его причина смерти неизвестна.

## Достижения
- Обладатель Еврокубка ФИБА: 2005/2006
- Чемпион Украинской суперлиги: 2007/2008
- Обладатель Кубка Украины: 2008

## Статистика

### Статистика в НБА
| Сезон                                                                                    | Команда | Регулярный сезон | Регулярный сезон | Регулярный сезон | Регулярный сезон | Регулярный сезон | Регулярный сезон | Регулярный сезон | Регулярный сезон | Регулярный сезон | Регулярный сезон | Регулярный сезон | Серия плей-офф | Серия плей-офф | Серия плей-офф | Серия плей-офф | Серия плей-офф | Серия плей-офф | Серия плей-офф | Серия плей-офф | Серия плей-офф | Серия плей-офф | Серия плей-офф |
| Сезон                                                                                    | Команда | GP               | GS               | MPG              | FG%              | 3P%              | FT%              | RPG              | APG              | SPG              | BPG              | PPG              | GP             | GS             | MPG            | FG%            | 3P%            | FT%            | RPG            | APG            | SPG            | BPG            | PPG            |
| ---------------------------------------------------------------------------------------- | ------- | ---------------- | ---------------- | ---------------- | ---------------- | ---------------- | ---------------- | ---------------- | ---------------- | ---------------- | ---------------- | ---------------- | -------------- | -------------- | -------------- | -------------- | -------------- | -------------- | -------------- | -------------- | -------------- | -------------- | -------------- |
| 2002/03                                                                                  | Мемфис  | 12               | 0                | 6,0              | 30,0             | -                | 38,9             | 1,4              | 0,3              | 0,0              | 0,3              | 1,6              | Не участвовал  | Не участвовал  | Не участвовал  | Не участвовал  | Не участвовал  | Не участвовал  | Не участвовал  | Не участвовал  | Не участвовал  | Не участвовал  | Не участвовал  |
| 2003/04                                                                                  | Финикс  | 1                | 0                | 6,0              | 0,0              | -                | 50,0             | 1,0              | 1,0              | 0,0              | 0,0              | 1,0              | Не участвовал  | Не участвовал  | Не участвовал  | Не участвовал  | Не участвовал  | Не участвовал  | Не участвовал  | Не участвовал  | Не участвовал  | Не участвовал  | Не участвовал  |
| 2003/04                                                                                  | Орландо | 1                | 0                | 4,0              | 50,0             | -                | 0,0              | 1,0              | 0,0              | 1,0              | 0,0              | 2,0              | Не участвовал  | Не участвовал  | Не участвовал  | Не участвовал  | Не участвовал  | Не участвовал  | Не участвовал  | Не участвовал  | Не участвовал  | Не участвовал  | Не участвовал  |
| 2003/04                                                                                  | Торонто | 30               | 4                | 8,2              | 26,7             | -                | 48,1             | 1,7              | 0,4              | 0,4              | 0,1              | 1,0              | Не участвовал  | Не участвовал  | Не участвовал  | Не участвовал  | Не участвовал  | Не участвовал  | Не участвовал  | Не участвовал  | Не участвовал  | Не участвовал  | Не участвовал  |
|                                                                                          | Всего   | 44               | 4                | 7,4              | 28,3             | -                | 42,9             | 1,6              | 0,4              | 0,3              | 0,1              | 1,2              | Не участвовал  | Не участвовал  | Не участвовал  | Не участвовал  | Не участвовал  | Не участвовал  | Не участвовал  | Не участвовал  | Не участвовал  | Не участвовал  | Не участвовал  |
| Наведите курсор мыши на аббревиатуры в заголовке таблицы, чтобы прочесть их расшифровку. |         |                  |                  |                  |                  |                  |                  |                  |                  |                  |                  |                  |                |                |                |                |                |                |                |                |                |                |                |